# Alexis Ponnet
Alexis Ponnet (* 9. März 1939 in Brüssel) ist ein ehemaliger belgischer Fußballschiedsrichter.
Im Bereich der UEFA leitete Ponnet mehrere Finalspiele. Jeweils zweimal wurde er für Final-Rückspiele um den UEFA-Pokal (1979/80 und 1984/85) und den UEFA-Supercup (1980 und 1982) angesetzt. Am 27. Mai 1987 leitete er im Wiener Praterstadion das Endspiel um den Europapokal der Landesmeister zwischen dem FC Bayern München und dem FC Porto.
Weitere Karrierehöhepunkte waren die Spielleitungen bei den Endrunden der Weltmeisterschaften 1982 in Spanien  (2 Spiele) und 1986 in Mexiko (1 Spiel), sowie den Endrunden der Europameisterschaft 1984 in Frankreich (1 Spiel) und 1988 in Deutschland (1 Spiel).
| Personendaten    | Personendaten                    |
| ---------------- | -------------------------------- |
| NAME             | Ponnet, Alexis                   |
| KURZBESCHREIBUNG | belgischer Fußballschiedsrichter |
| GEBURTSDATUM     | 9. März 1939                     |
| GEBURTSORT       | Brüssel, Belgien                 |